# Odznaczenie im. Ignacego Solarza
Odznaczenie im. Ignacego Solarza – odznaczenie ustanowione 16 grudnia 1987 przez Prezydium Zarządu Krajowego Związku Młodzieży Wiejskiej, jako najwyższe odznaczenie ZMW nadawane w uznaniu wybitnych zasług dla tej organizacji.
Odznaczenie zostało zaprojektowane przez Piotra Gorola, jest nadawane do dziś.

## Opis odznaki
Odznaka miała formę okrągłego medalu o średnicy 37 mm, który był srebrzony i oksydowany. Na awersie wyryto prawy profil popiersia Ignacego Solarza, a na rewersie centralnie napisy IGNACY/SOLARZ/1891-1940. Odznaczenie zawieszane było na ciemnozielonej wstążce o szerokości 40 mm z dwoma czerwonymi paskami o szerokości 8 mm każdy, które były umieszczone 5 mm od brzegu.